# سلیطه کار کن
«سلیطه کار کن» (به انگلیسی: Work Bitch) یا (به شکل تلطیف‌شده "Work B**ch") ترانه‌ای است که توسط خواننده آمریکایی بریتنی اسپیرز برای هشتمین آلبوم استودیویی خود، بریتنی جین (۲۰۱۳) ضبط شده‌است. این ترانه توسط اسپیرز، ویل.آی.ام، اتو نوز، سباستین اینگروسو، انتونی پرستون و روت-آن کانینگهام نوشته شده‌است. «سلیطه کارکن» در ۱۵ سپتامبر ۲۰۱۳ توسط ایستگاه رادیوئی رادیو آی‌هارت پخش شد و در ۱۷ سپتامبر ۲۰۱۳ توسط آرسی‌ای رکوردز منتشر شد.
«سلیطه کار کن» یک ترانه رقص الکترونیکی است که شامل اشعار عمدتاً گفتاری است. این ترانه موفقیت‌های بسیاری در سراسر جهان داشت و در ۱۰۰ آهنگ داغ بیلبورد به رتبه دوازدهم رسید و در خارج از ایالات متحده، در ده رتبه اول ۱۴ کشور از جمله کانادا، فرانسه، آلمان و انگلستان به اوج خود رسید.